# Ivica Osim
Ivica Osim (n. 6 mai 1941, Sarajevo, Statul Independent al Croației – d. 1 mai 2022, Graz, Austria) a fost un fotbalist bosniac.
În cariera sa, Osim a evoluat la FK Željezničar Sarajevo, RC Strasbourg Alsace și CS Sedan Ardennes. Între 1964 și 1969, Osim a jucat 16 meciuri și a marcat 8 goluri pentru echipa națională a Iugoslaviei.

## Statistici
| Iugoslavia | Iugoslavia | Iugoslavia |
| An         | Meciuri    | Goluri     |
| ---------- | ---------- | ---------- |
| 1964       | 6          | 4          |
| 1965       | 1          | 0          |
| 1966       | 0          | 0          |
| 1967       | 3          | 3          |
| 1968       | 5          | 1          |
| 1969       | 1          | 0          |
| Total      | 16         | 8          |